# Schloss Seehaus

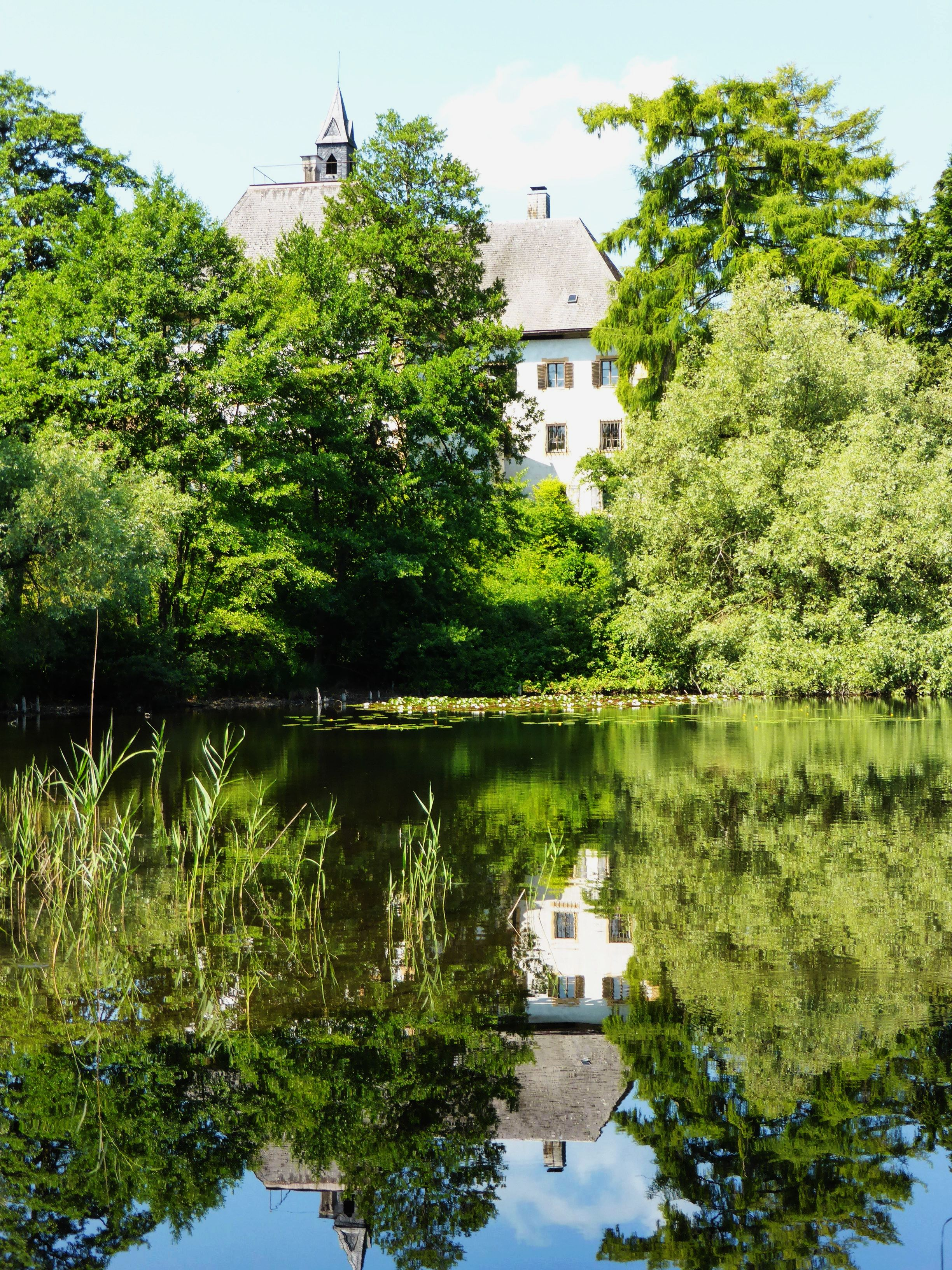
Schloss Seehaus am Weidsee

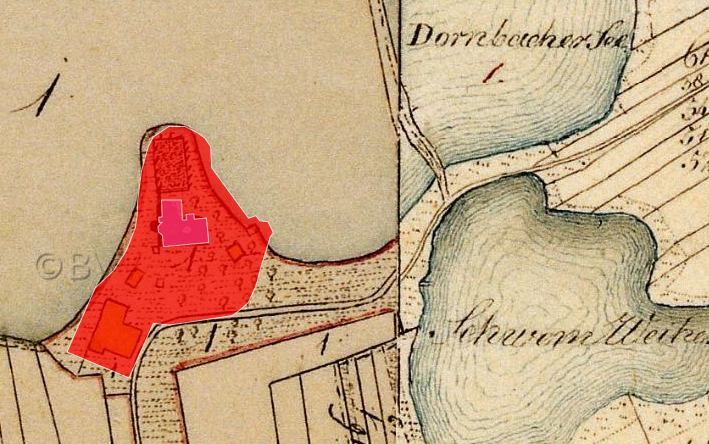
Lageplan von Schloss Seehaus auf dem Urkataster von Bayern

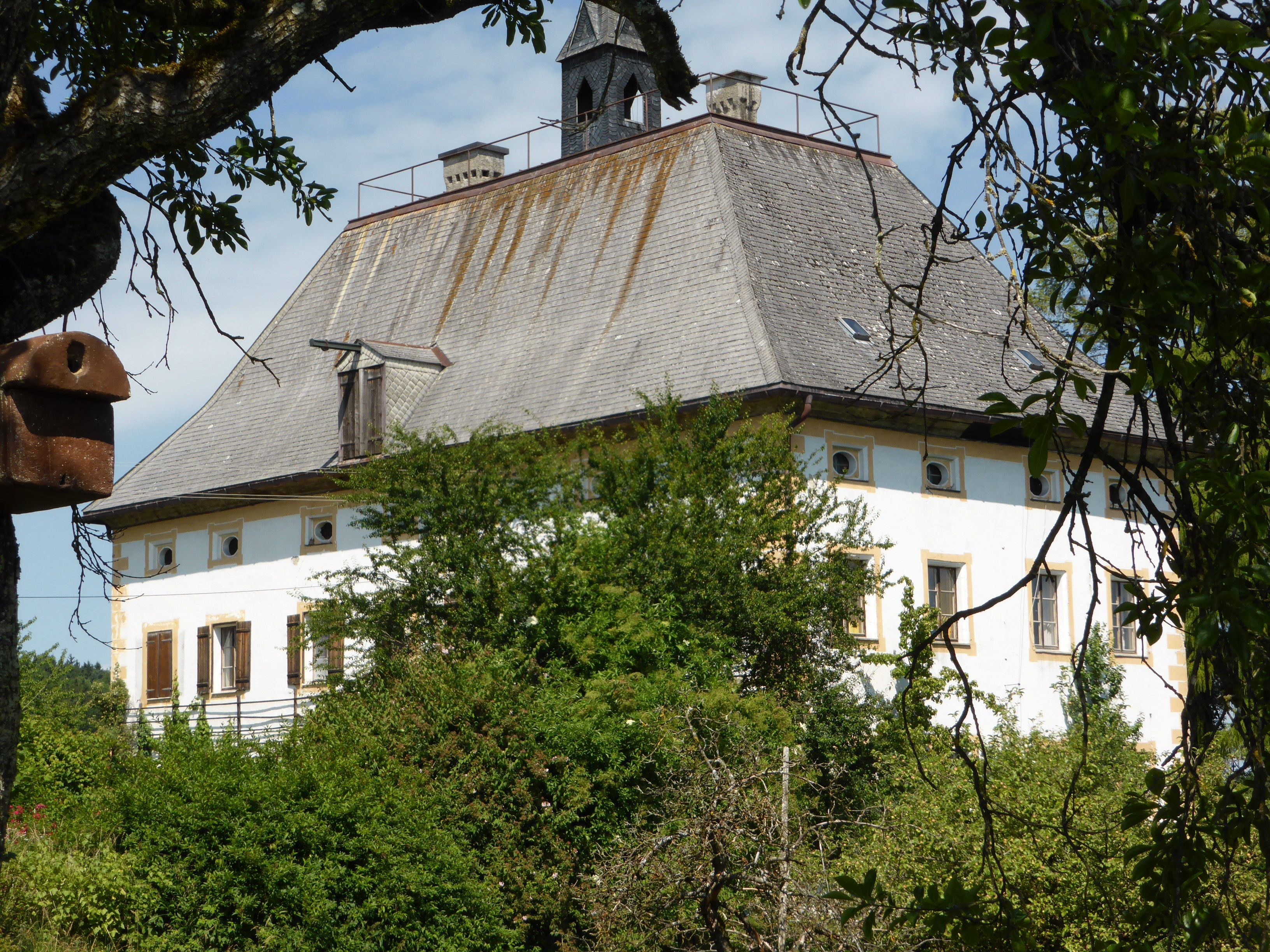
Schloss Seehaus am Weidsee

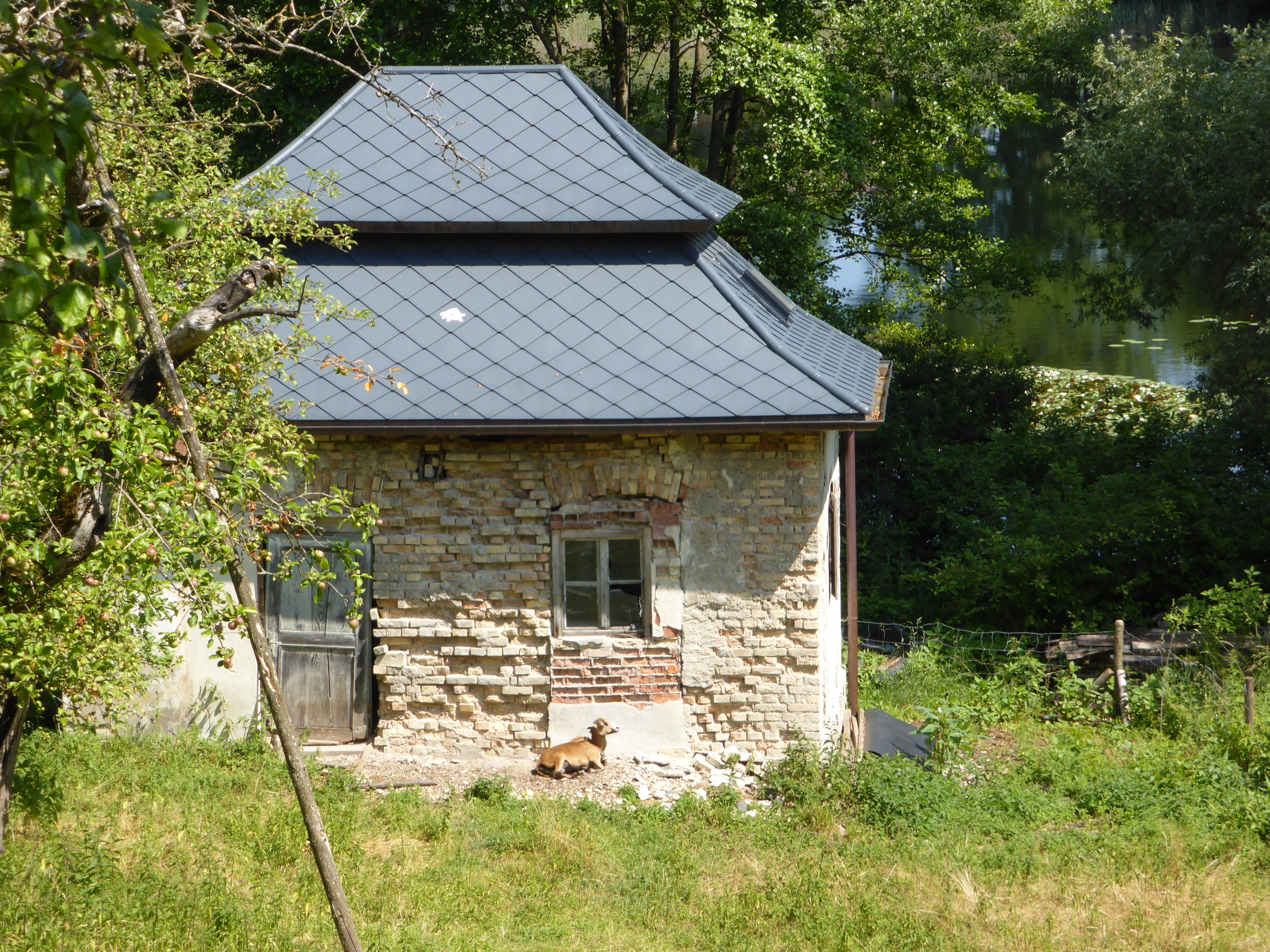
Schloss Seehaus (Badehaus)

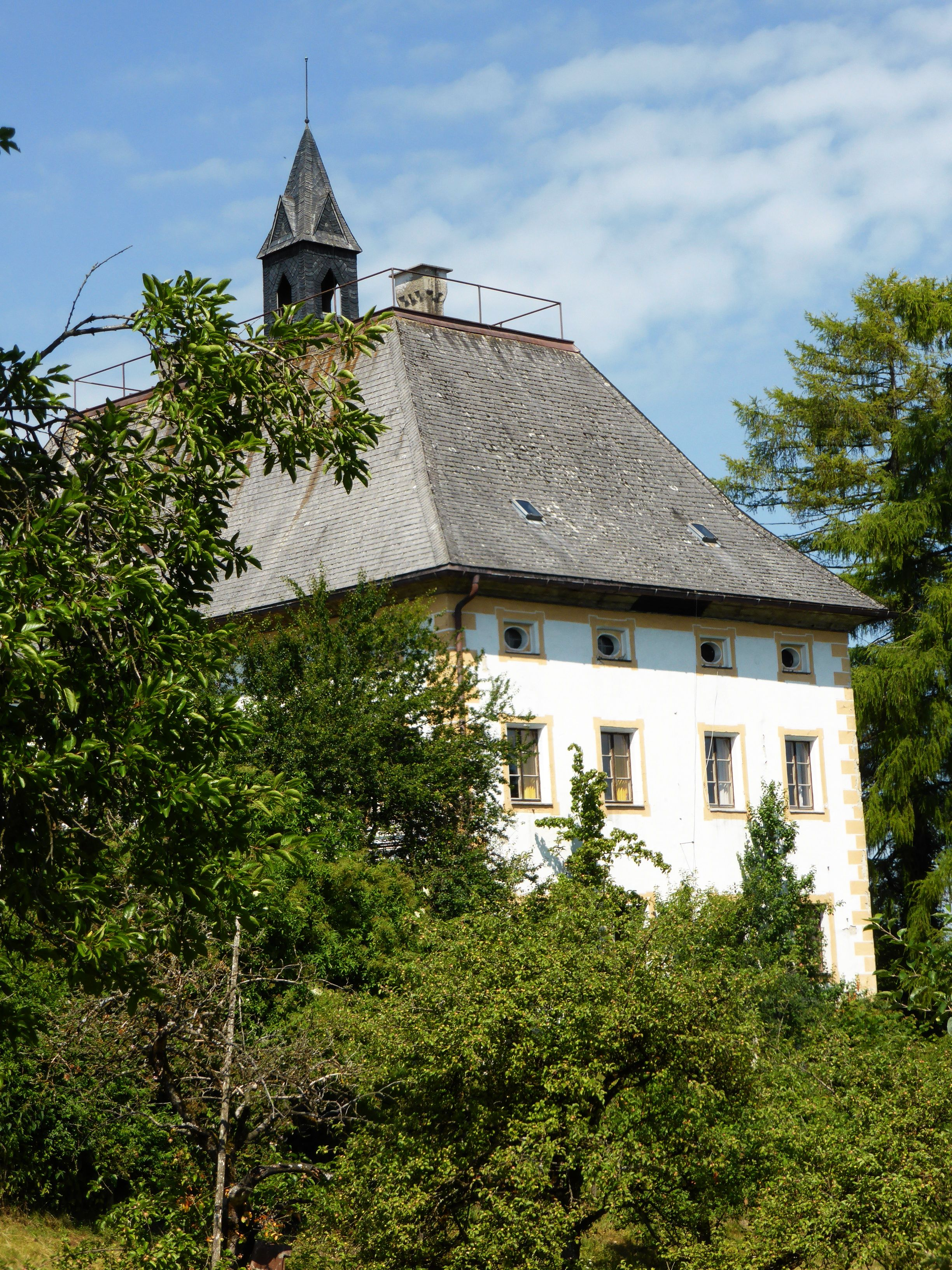
Schloss Seehaus am Weidsee

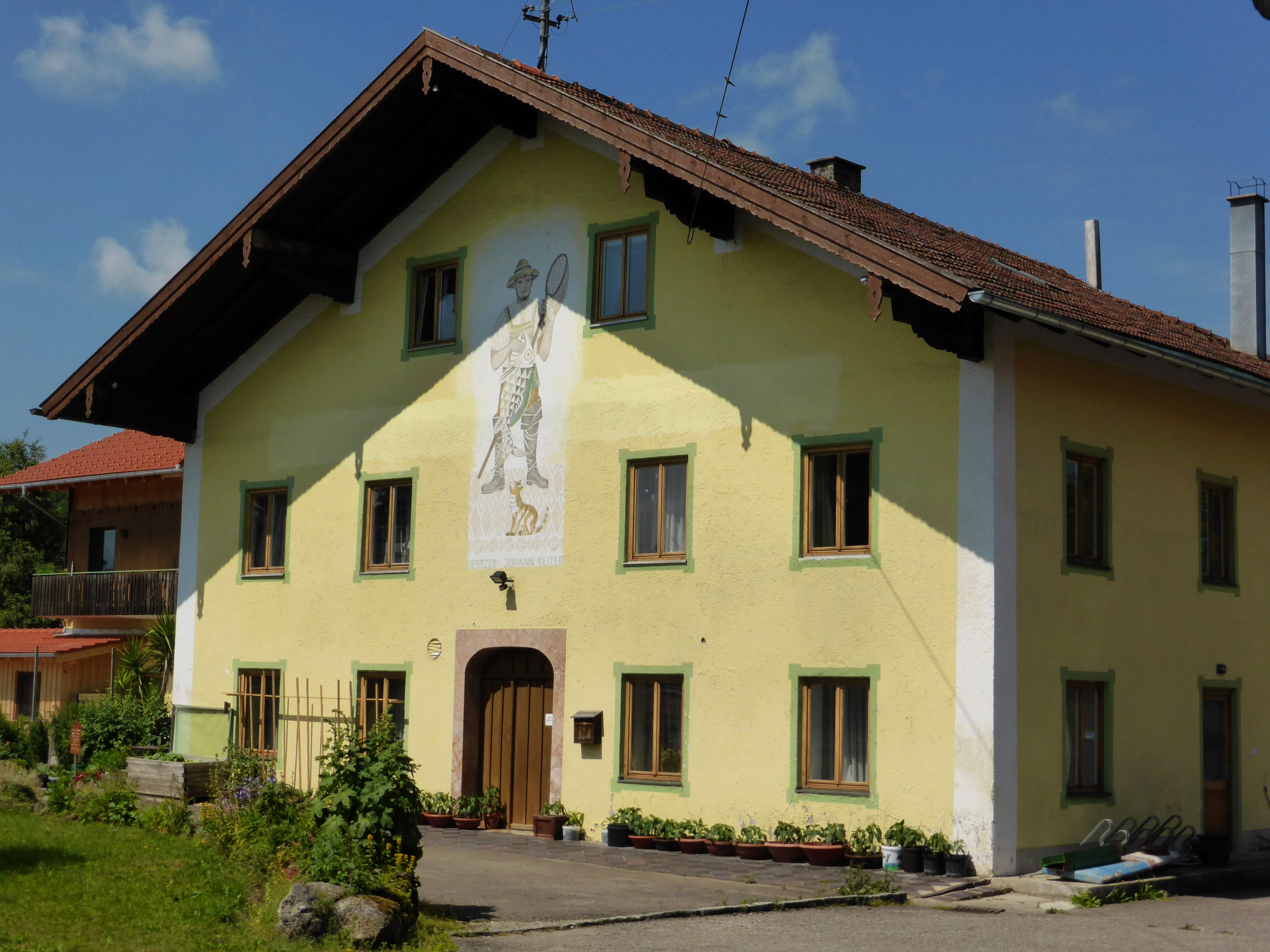
Gasthaus neben Schloss Seehaus

Das Schloss Seehaus liegt im gleichnamigen Ortsteil Seehaus der Gemeinde Petting im Bezirk Oberbayern am Südende des Weidsees (Seehaus 1). Die Anlage ist unter der Aktennummer D-1-89-135-53 als denkmalgeschütztes Baudenkmal von Seehaus verzeichnet. Ebenso wird sie als Bodendenkmal unter der Aktennummer D-1-8042-0164 im Bayernatlas als „untertägige spätmittelalterliche und frühneuzeitliche Befunde im Bereich von Schloss Seehaus mit zugehörigem Wirtschaftshof und barocker Gartenanlage“ geführt.

## Geschichte
Ursprünglich war Seehaus eine Burg, die sich im Besitz der Grafen von Thann befand. Um das Jahr 1280 wurde die Herrschaft dem Erzbischof Rudolf vom Erzbistum Salzburg übereignet. Für das Erzstift Salzburg war die Burg als Wachposten an der mittelalterlichen Unteren Salzstraße, die über Waging und Altenmarkt am Inn nach Wasserburg am Inn und weiter nach München ging, von großer Bedeutung. Von Seehaus aus konnte die Durchfuhr des Reichenhaller und Berchtesgadener Salzes gut überwacht und mit Mautgebühren, die für das Erzstift von großer Wichtigkeit waren, belegt werden.
Der Dompropst Christoph Ebran von Wildenberg ließ 1483/84 am Ringhamer See einen Bau aufführen, „das mer ainem taber denn ainem gemainen haus gleicht“. Vermutlich hat er mit dem festungsähnlichen Bau einen persönlichen Zweck verfolgt, da er Gegenspieler des Johann Beckenschlager war und sich auf eine kriegerische Auseinandersetzung mit diesem vorbereiten musste. Der Bau dürfte damals fast ganz von Wasser eingeschlossen gewesen sein.
1479 wurde das Kostenamt und Patronalgericht von Petting nach Seehaus verlegt (letzteres hob man 1804 auf). 1519 trägt der Amtmann Andre Krumpeckher (bis 1529) die Beifügung „aus dem Seehaus“. 1522 gelang es dem Salzburger Domkapitel, den ganzen Pettinger Besitz an sich zu bringen, allerdings kam es nicht zur Bildung einer geschlossenen Hofmark. 1530–1535 ist Balthasar Krumpeckher Verwalter auf Seehaus, ihm folgt Hans Friesinger (1535–1542) nach. 1542 erhielt Michael Gassenberger (bis 1552) zur Verwaltung in Seehaus die beiden Ämter Petting und Saaldorf. Unter ihm begann der planmäßige Ausbau der Teichwirtschaft. Nach dem Tode des Gassenbergers hielt sich dessen Witwe noch in Seehaus auf, um die Amtsrechnungen abzuschließen. Neuer Verwalter wurde Caspar Sigenhaimer (1553–1566). Aufgrund von Beschwerden (Sigenhaimer soll Speisen und Getränke, die für die Domherrn vorgesehen waren, beiseite geschafft haben) wurde ihm gekündigt und als nächster Verwalter trat Hans Stöghofer (1566–1571) auf. Auch mit diesem gab es Schwierigkeiten, so war er nicht bereit, bei der Weinlese in den Gütern des Domkapitels in Niederösterreich mitzuarbeiten. Der nächste Verwalter Hans Gerber (1571–1576) musste wohl deshalb ausdrücklich zustimmen, sich für solche Arbeiten zur Verfügung zu stellen. Weitere Verwalter waren Michael Strasser (1576–1578), Wolfgang Kheimb (1578–1582), der von zwei Salzfuhrleuten erschlagen wurde, und Bernhard Angerer (1582–1616).
Im Jahre 1600 erneuerte der damals regierende Erzbischof Wolf Dietrich von Raitenau den Hauptbau und übereignete Schloss Seehaus seiner Lebensgefährtin Salome Alt. Wolf Dietrich hatte von dem Freiherrn Eustachius von Törring und Freiherrn Dietrich Khuen von Belasy deren Liegenschaften im Gebiet von Seehaus angekauft und an Salome Alt übergeben. Nach der erzwungenen Abdankung Wolf Dietrichs ließ sich das Salzburger Domkapitel 1614 alle Güter der Salome Alt übereignen und in 1657 neu angelegten Urbaren festhalten. Erzbischof Paris Lodron schenkte 1653 nach dem Tod von Alfons Freiherr von Lamberg die um Seehaus gelegenen Lamberg’schen Güter dem Domkapitel, das im Gegenzug einer Lodron’schen Primo- und Sekundogenitur zustimmte. Nach der Zusammenlegung aller Ämter unterstanden ca. 600 Güter der Grundverwaltung Seehaus.
In der Reihe der Verwalter der Ämter von Petting, Saaldorf und Seehaus folgten dann Georg Wisenegger (1616–1643), Dominicus Treiber (1643–1679), der Reparaturarbeiten am Schloss vornehmen ließ, und schließlich Franz Hueber (1679–1716). Unter der Verwaltung der Huebers wurde Schloss Seehaus zu seiner heutigen Gestalt umgebaut. 1703 stiftete Franz Hueber die an der Waginger Straße gelegene Dreifaltigkeitskapelle. Ihm folgte sein Sohn Preisgott Joseph Hueber (1716–1736) im Amt nach, der sich nach einem Konkurs zurückziehen musste. Der nächste Verwalter ist Georg Joseph Knoll (1736–1741), der aber wegen seines Lebenswandels (Trunksucht) fristlos entlassen wurde. Simon Rinnenpichler (1741–1748) übernahm als nächster die Amtsgeschäfte. Dann folgte wieder aus der Hueberfamilie Joseph Kajetan Hueber (1748–1776). In seiner Zeit fiel der Brand des Seehauser Zehentstadels, bei dem aber das nebenliegende Schloss verschont blieb. Der nächste Verwalter war Joseph Matthäus Ainkäs (1776–1782), der dann zum Gerichtsschreiber in Mauterndorf aufstieg. Nächste Amtsverwalter waren Franz Seefeldner (1783–1789), Christian Gandolf Paurnfeind (1789–1791, 1804–1806) und Johann Michael Schipfl (1791–1804).
Durch die Säkularisation fiel 1806 der Gutskomplex Seehaus an Österreich (1805/06–1809), dann unter französische Administration (1809/10) und schließlich unter bayerische Herrschaft (1810–1816). Nach dem Wiener Kongress wurden die Saalach und die Salzach zur Westgrenze Bayern und die früheren salzburgischen Pfleggerichte Teisendorf, Waging, Tittmoning und Laufen wurden endgültig von Salzburg abgetrennt. Unter bayerische Herrschaft wurden die einzelnen Teile (Ökonomie, Amtshaus, Fischerhaus, Zehent- und Fischereirechte) von Seehaus versteigert. Dismas Paurnfeind, der Bruder des letzten Verwalters, ersteigerte 1813 dabei die königliche Domäne Seehaus mitsamt den zugehörenden Robotleitungen. Bereits 1815 verkaufte er Teile des Besitzes an Johann Stubenberger (Amtmannhaus mit Backofen) und an Markus Zenz und Theresia Pastötter (Dammfischerhaus). 1832 erwarb der Landgerichtsarzt Xaver Jehlin das Schloss mit den übrig gebliebenen Gründen und Zehenten. Am 4. September 1837 ging das Anwesen an Josephine Gräfin La Rosée, die mit ihrem Gatten Franz Xaver Berger eine Gütergemeinschaft geschlossen hatte. Letzterer musste mehr und mehr Anteile von Seehaus veräußern. 1867 übernahm Theodor Berger das Schloss, 1879 seine Gattin Louisa Berger und 1926 deren Tochter Elise Berger. Seit 1956 ist das Schloss im Besitz der Erbengemeinschaft Merkenschlager.

## Baugeschichte von Schloss Seehaus
Der älteste Teil des Schlosses ist der dreigeschossige hintere Stock (10,3 × 11,4 m), der wohl dem 1483/84 errichteten taber entspricht. Unter diesem liegt ein tief eingegrabener Keller. Vermutlich hat sich Seehaus im Laufe des 16. Jahrhunderts zu einem Schloss gewandelt, da im alten Bau nicht genügend Platz für die Domherren und ihr Gesinde war. Der ursprüngliche Eingang lag im Osten, wobei die Mauer zwischen dem später errichteten Vorhaus und der Trinkstube die einstige Außenmauer war. 1680 wurde hier nach Plänen von Lorenz Stumpfegger (1641–1709) das neue Stöckl aufgebaut. Dadurch erhielt Seehaus einen L-förmigen Grundriss und der Eingang musste nach Süden verlegt werden. Ursprünglich besaß das Schloss ein Grabendach. 1780 mussten der Kapellenturm und der Dachstuhl neu angefertigt werden. Das Erdgeschoss diente früher den Amtsgeschäften (Archiv, Kanzlei, Schreibstube) aber auch eine Trinkstube (mit Küche und Speis) für den anfallenden Parteienverkehr war vorhanden. Im ersten Geschoss sind die Wohnräume (u. a. auch ein Fürstenzimmer) und eine alte Rauchkuchl untergebracht.
Schloss Seehaus mit einer spätgotischen Hauskapelle und danebenliegender Sakristei im Erdgeschoss liegt direkt an dem von einem breiten Schilfgürtel umgebenen Weidsee, inmitten des Landschaftsschutzgebietes Weidsee. Die Kapelle ist dem hl. Rupertus geweiht. Der Chor ist nach Westen ausgerichtet und ragt mit seinem Dreiachtelschluss über die Außenmauer hinaus. 1985 wurden bei Restaurierungsarbeiten Reste spätgotischer Malerei entdeckt. Die in früherer Zeit als Milchgewölb missbrauchte Kapelle wurde 1679 wieder hergerichtet; 1748 wurde sie mit allem ausgestattet, was für eine Messfeier notwendig war.
Jetzt befindet sich das Schloss in Privatbesitz von Frau Barbara Merkenschlager und ihrer Schwester Hanna Rossberger und ist deshalb nicht zu besichtigen.